# بنات حارتنا (فلم)
بنات حارتنا  فيلم دراما للمخرج حسن الصيفي عام 1987  كتب القصة والحوار المخرج والمؤلف المسرحي سلامة حسن  وقام حسن الصيفي بكتابة السيناريو. الفيلم من بطولة بوسي، الهام شاهين، دلال عبدالعزيز، أحمد بدير، فريدة سيف النصر، وفايزة كمال  وتدور الأحداث حول ثلاث بنات من الطبقة الشعبية ومحاولاتهن العيش الكريم وخداعهن من عصابة لتهريب المخدرات تحت شعار الثراء وبلوغ أحلامهن بعد الكفاح والفقر.
صدر الفيلم إلى دور العرض في 3 أغسطس 1987.
منح موقع قاعدة بيانات الأفلام على الإنترنت (IMDB) الفيلم درجة 3.8/ 10.
منح موقع قاعدة بيانات الأفلام العربية «السينما.كوم» الفيلم درجة 6/ 10.

## طاقم التمثيل
بوسي: في دور عزيزة
إلهام شاهين: في دور لواحظ
دلال عبد العزيز: في دور جمالات
أحمد بدير: في دور حربي (تاجر مخدرات)
فايزة كمال: في دور فوزية فهمي (ملازم شرطة)
وحيد سيف: في دور يورغو (تاجر مخدرات يوناني)
ميمي جمال: في دور مدام لاروش (تاجرة مخدرات يونانية)
سونيا سلامة: في دور مطربة (عشيقة حربي)
نعيمة الصغير: في دور المعلمة نزاجا
زياد مكوك: في دور مساعد مدام لاروش
محمد أبو حشيش: في دور السيد (زوج شقيقة عزيزة)
وسيلة حسين: في دور والدة لواحظ
حسين الشريف: في دور موظف الجمرك
حسن توتالة: في دور عبده (العجلاتي)
عبد المنعم النمر: في دور وحيد فريد (عميد الشرطة)
سيف الله مختار: في دور عسكري الحجز
سمير رستم: في دور سمير رستم (رائد الشرطة)
ثريا عز الدين: في دور شقيقة عزيزة
رشوان مصطفى: في دور سيد بيه حجازي
زينب عبده: في دور موظفة الجمرك
مطاوع عويس: في دور برعي
لويس يوسف: في دور موظف الجمرك
نعمات عبد الناصر: في دور سيدة بالحجز
حلمي عبد الوهاب: في دور عم حسن
بالاشتراك مع: مصطفى المعاون – نادية شمس الدين.

## أغاني الفيلم
كلمات الأغاني: بخيت بيومي
ألحان: فاروق سلامة 

## أحداث الفيلم
تعيش، في إحدى حارات حي القلعة، الفتيات الثلاث، لواحظ (إلهام شاهين) التي ترعى أمها المريضة (وسيلة حسين)، وجمالات (دلال عبد العزيز) التي ترعى إخوتها الصغار الأيتام، وعزيزة (بوسي) التي ترعى أبناء شقيقتها (ثريا عز الدين) وزوجها العاطل (محمد أبو حشيش). تعمل الفتيات الثلاث في تجارة الشنطة لحساب المعلمة نزاجا (نعيمة الصغير)، وحينما يتم كشف الأجهزة الكهربائية، التي يقمن بتهريبها، ويدفعن مبلغاً كبيراً للجمرك، تقوم المعلمة نزاجا بالاستغناء عن خدماتهن، وتتلقفهن صاحبة البوتيك شهيرة (فريدة سيف النصر) ومساعدها حربي (أحمد بدير) للعمل في تجارة الشنطة لحسابهم، وهم في الحقيقة مهربي مخدرات. يقوم حربي بتلقينهن دروساً في الإتيكيت وصفات بنات الطبقة الراقية، ويتم إرسالهن إلى أثينا، بدعوى إحضار فساتين سهرة للبوتيك، وتستقبلهن تاجرة المخدرات مدام لاروش (ميمي جمال) ومساعدها يورغو (وحيد سيف) الذي يملأ لهن الحقائب بالمخدرات، دون علمهن، حيث يعتقدن أنهن يحملن فساتين سهرة. تصل للمباحث إخبارية عن البنات الثلاث، بعد عدة سفريات، ويتمكن الرائد أنور (أنور رستم) من ضبط المخدرات بحقائب البنات، ويعتقد أن ورائهن عصابة كبيرة ولهذا يعرض على وكيل النيابة السماح بالإفراج عن المتهمات ومراقبتهن، ورسم خطة بمعاونة الملازم فوزية فهمي (فايزة كمال) التي تنكرت في هيئة سجينة، ودخلت الحجز مع البنات، ويسمح للبنات ومعهن الملازم فوزية بالهرب. تتنكر البنات في زي الرجال للبحث عن حربي عند عشيقته مطربة الكباريه (سونيا سلامة). تصل الشرطة ويتم القبض على العصابة واعتبار البنات شاهد ملك.

## وصلات خارجية
- بنات حارتنا على موقع IMDb (الإنجليزية)
- بنات حارتنا على موقع الدهليز
- بنات حارتنا على موقع قاعدة بيانات الأفلام العربية
- بنات حارتنا على موقع الدهليز
- بنات حارتنا على موقع كاروهات

https://films498.rssing.com/chan-6255456/all_p3.html بنات حارتنا (فيلم)
https://flyx.me/movie/5d340959873b0f3fb2ee3390/banat-haretna نسخة محفوظة 12 أكتوبر 2022 على موقع واي باك مشين. بنات حارتنا (فلم)